# Max Mata
Max Andrew Mata (Auckland, 10 luglio 2000) è un calciatore neozelandese, attaccante dell'Auckland FC in prestito dallo Shrewsbury Town.

## Caratteristiche tecniche
È un centravanti.

## Carriera

### Club
Ha giocato nella prima divisione neozelandese, in quella estone ed in quella irlandese; con il Kalju Nõmme nella stagione 2019-2020 ha inoltre anche giocato 2 partite nei turni preliminari di Champions League e 2 partite nei turni preliminari di Europa League. Nella stagione 2022-2023 ha disputato 6 partite nei turni preliminari di Conference League con gli irlandesi dello Sligo Rovers.

### Nazionale
Ha giocato nelle nazionali giovanili neozelandesi Under-17 ed Under-19.
Con la nazionale Under-20 neozelandese ha preso parte al campionato mondiale di calcio Under-20 2019. Sempre nello stesso anno ha inoltre esordito in nazionale maggiore.

## Palmarès

### Club

#### Competizioni nazionali
- Supercoppa di Estonia: 1

Kalju Nõmme: 2019
- Premier's Plate: 1

Auckland FC: 2024-2025

### Nazionale
- Coppa d'Oceania: 1

Figi/Vanuatu 2024